# Ostrov Děkabristů
Ostrov Děkabristů (rusky Остров Декабристов) se rozkládá v ústí Něvy do Finského zálivu. Do roku 1926 se jmenoval Голодай, jméno snad vzniklo zkomolením příjmení anglického obchodníka. Leží ve Vasileostrovském rajónu a tvoří městský obvod číslo 11 druhého největšího ruského města Petrohradu.
Od Vasiljevského ostrova je na jihu oddělen úzkým říčním ramenem Smolenky, na severu je omýván vodami Malé Něvy, západní cíp ostrova je obrácen do Finského zálivu. Severovýchodní část je spojena mostem s nevelkým ostrůvkem Sernyj. Hromadné dopravě slouží stanice Primorskaja, konečná stanice Něvsko-Vasileostrovské linky (otevřena v roce 1979).

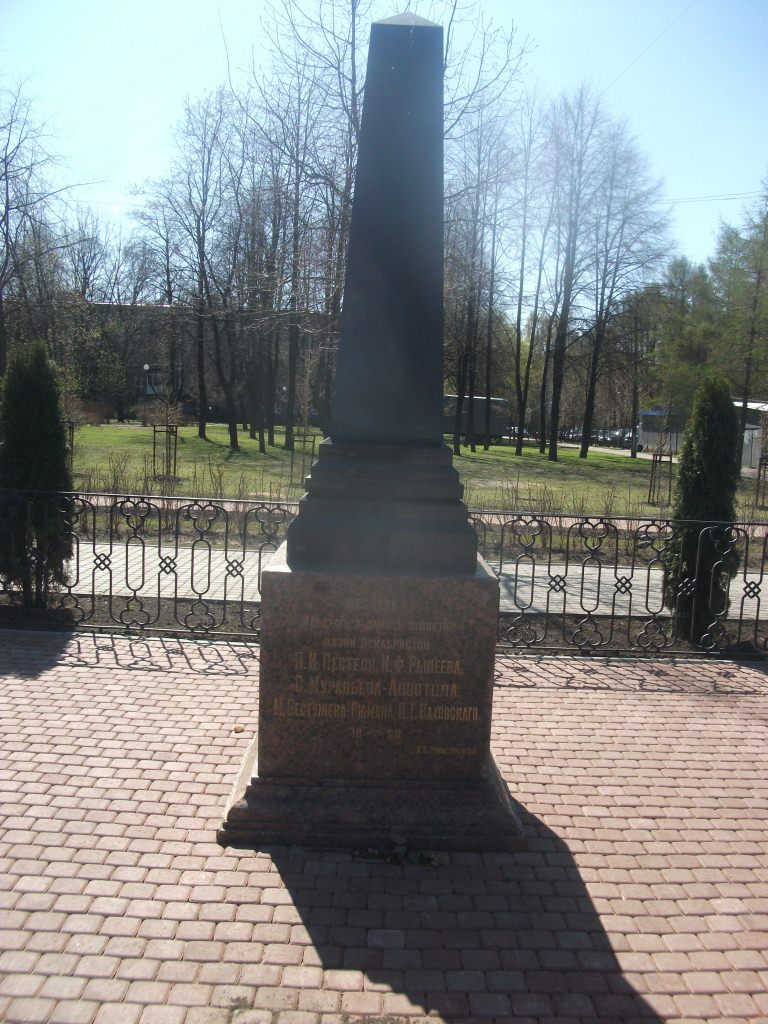
Stéla v parku Děkabristů na domnělém hrobě popravených

Současné jméno získal v sovětské éře, podle některých údajů v roce 1926, jiné zdroje hovoří o roce 1935. Pojmenován je po Děkabristech, jejichž povstání bylo v prosinci roku 1825 potlačeno. V červenci 1826 byli vůdci povstání (Rylejev, Pestel, Kachovskij, Bestužev-Rjumin a Muravjov-Apostol) popraveni v Petropavlovské pevnosti a pohřbeni do neoznačeného hrobu. V sovětské éře se dlouho mělo za to, že místo pohřbu je právě na ostrově Děkabristů, popraveným byl vztyčen žulový obelisk ve stejnojmenném parku. V osmdesátých letech dvacátého století významný novinář a regionální historik Andrej Jurjevič Černov došel po pečlivém studiu archivních dokumentů, rozhovorů a archeologických nálezů k závěru, že pětice popravených byla pohřbena na později zaniklém ostrově Гоноропуло.
Podle jiné hypotézy byli děkabristé pohřbeni v oblasti nynější továrny Almaz, kde je rovněž připomíná památník.